# Blacus koenigi
Blacus koenigi är en stekelart som beskrevs av Fischer 1966. Blacus koenigi ingår i släktet Blacus och familjen bracksteklar. Inga underarter finns listade.